# Piet van den Brekel

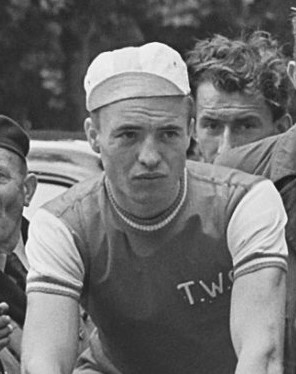
Piet van den Brekel (1953)

Piet van den Brekel (* 21. Juli 1932 in Echt, Provinz Limburg (Niederlande); † 18. Juli 1999 in Almelo) war ein niederländischer Radrennfahrer.

## Sportliche Laufbahn
1953 gewann er als Amateur den Omloop der Kempen. Im Rennen der UCI-Straßen-Weltmeisterschaften 1952 kam er zeitgleich mit dem Sieger Luciano Ciancola ins Ziel, wurde aber wegen eines unerlaubten Radwechsels disqualifiziert. 1959 kam er im Weltmeisterschaftsrennen auf den 9. Rang. 
1955 wurde er Berufsfahrer im Radsportteam Locomotief-Vredestein und blieb bis 1961 aktiv. 1959 siegte er im Eintagesrennen Circuit Escaut-Dendre. Er gewann eine Etappe der Belgien-Rundfahrt 1958. 1956 fuhr er die Tour de France und schied in dem Etappenrennen aus. Im Giro d’Italia 1956 und 1957 sowie in der Vuelta a España 1961 gab er jeweils das Rennen auf.